# Мануель Чаватта
Мануель Чаватта (італ. Manuel Ciavatta, нар. 27 грудня 1976, Сан-Марино, Сан-Марино) — санмаринський політичний та державний діяч; капітан-регент Сан-Марино спільно з Марією-Луїзою Берті з 1 жовтня 2022 року по теперішній час.

## Біографія
Мануель Чаватта народився 1976 року у столиці країни. Після закінчення школи вивчав у Болонському університеті спеціальності інженера-будівельника та теолога-богослова. Він є членом Сан-Маринської християнсько-демократичної партії, де обіймає посаду заступника політичного секретаря партії. У Генеральну раду Сан-Марино обирався з 2012 року по 2016, і знову з 2019 року до теперішнього часу.
У середині вересня 2022 року обраний на посаду керівника країни і вступив на цю посаду у жовтні цього ж року.